# QuArK
QuArK (Quake Army Knife) — это свободная программа c открытыми исходными кодами для создания контента к различным играм, большинство из которых используют движок, основанный на Quake engine от id Software.

## QuArK
QuArK доступен под лицензией GNU GPL. Он может непосредственно редактировать, импортировать и экспортировать игровые уровни; редактировать и конвертировать модели, звуки, текстуры и многие другие типы игрового контента, а также создавать всё это с нуля. Он также может перемещать или изменять динамические игровые объекты без перекомпиляции всей карты, что позволяет создавать карты намного быстрее.
QuArK использует внешние компиляторы (такие как Q3Map2) для получения уровней. Компиляторы могут быть полностью настроены, QuArK запомнит эти настройки для последующего использования.
QuArK — это браш-ориентированный редактор, с интерфейсом подобным Windows, с удобными методами выбора и редактирования объектами, всплывающими подсказками и т. д. Также присутствует особый 3D-вид, с помощью которого можно понять, как будет выглядеть карта или модель в игре. Этот вид может просчитываться с помощью программного рендера, Glide, OpenGL или DirectX. Он имеет 3 режима: сеточный, одноцветный и текстурный и поддерживает прозрачность и освещения в режиме OpenGL.
Наряду с поддержкой многих игр чей движок был разработан id Software, QuArK также поддерживает другие движки, такие как Source, Genesis3D, 6DX, Crystal Space, Torque и Sylphis 3D.
Существует возможность добавлять плагины, написанные на Python, для расширения возможностей редактора.
QuArK нетребователен к системным ресурсам компьютера, хотя могут потребоваться дополнительные мощности при использовании контента игр (высокополигональные модели, текстуры с очень высоким разрешением и т. п.). QuArK поддерживает платформу Win32, включающую Windows 95, Windows NT, Windows 98, Windows ME, Windows 2000 и Windows XP, а также выполняется на 64-битных ОС (в 32-битном режиме), Windows Vista, может выполняться на Unixовых платформах, используя Wine.

## Использование/Известность
QuArK является одним из двух популярных редакторов для Quake 2 (второй — GtkRadiant). QuArK наиболее популярен как инструмент для доступа к архивам WAD. QuArK, скорее всего, является вторым по популярности редактором уровней для Half-Life, после Valve Hammer Editor. QuArK также используется в комбинации с Torque Game Engine для обучения студентов созданию игр.

## История
QuArK был назван в честь элементарной частицы кварк, а также потому, что написанная в 1996 году в Delphi программа называлась «Quakemap». Текущая версия написана на Delphi и Python. Есть планы по созданию версии C++ для QuArK (называемый QuArK++), но разработка этого проекта приостановлена.
Последний релиз QuArK 6.3 состоялся в январе 2003 года. Однако с тех пор было создано много альфа- и бета-версий, в которые были добавлены многие новые функции, добавлена поддержка новых игр.

## QuArKSAS
QuArK Steam Access System, или QuArKSAS, это консольная программа для извлечения файлов из архивов Steam. Она была написана командой разработчиков QuArK для лучшей поддержки Steam в QuArK.

## Пакеты
Официальный пакет можно скачать с официального сайта.
Также имеются неофициальные сборки:
- 3D Development Pack — для тех, кто хочет быстро и просто разработать игру, используя QuArK. Содержит QuArK, Lazarus, GLScene.
- Quark For GLScene — QuArK, включающий OpenBSP как стандартный компилятор. Не требует установки Quake.
- Сайт Garage Games предоставляет сборку, в которую включён QuArK с некоторыми дополнительными файлами для использования в Torque.